# Наказний Пост
Наказни́й Пост — пасажирський залізничний зупинний пункт Козятинської дирекції Південно-Західної залізниці.
Розташований неподалік від селища Степове Оратівського району, але територіально в Погребищенському районі Вінницької області на лінії Погребище I — Жашків між станціями Погребище I (14 км) та Тетіїв (26 км).
Відкритий 1927 року під час відкриття руху залізницею як роз'їзд. Назва — від сусіднього села Наказне (тепер частина села Розкопане).
У 2000-х роках перетворився на зупинний пункт. 23 червня 2011 року був переведений у розряд роздільних пунктів. 15 лютого 2013 року знову переведений у зупинні пункти.
Чотири рази на тиждень (крім вівторка, середи та четверга) курсує дизель-поїзд Козятин I — Жашків. Від зупинної платформи відгалужується гілка до станції Скоморошки (розібрана).